# Kurt Zwies
Kurt Zwies (* 1. Dezember 1909 in Warnstedt; † nach 1950) war ein deutscher Politiker (LDP). Er war von 1946 bis 1950 Landtagsabgeordneter in Sachsen-Anhalt.

## Leben
Zwies war Sohn eines Landwirts und arbeitete nach dem Abschluss der Oberrealschule ebenfalls in der Landwirtschaft. Zunächst war er als Verwalter angestellt, ab 1939 hatte er aber seinen eigenen Hof. Während des Zweiten Weltkriegs wurde er eingezogen, er wurde jedoch nach eineinhalb Jahren aufgrund einer Verletzung aus der Wehrmacht entlassen.
Nach Kriegsende trat Zwies in die LDP ein. Er wurde bei der  Landtagswahl in Sachsen-Anhalt 1946 in den Landtag gewählt. Außerdem gehörte er dem Kreistag des Kreises Quedlinburg an. Am 4. September 1950 legte Zwies sein Landtagsmandat nieder.